# 스테이플러

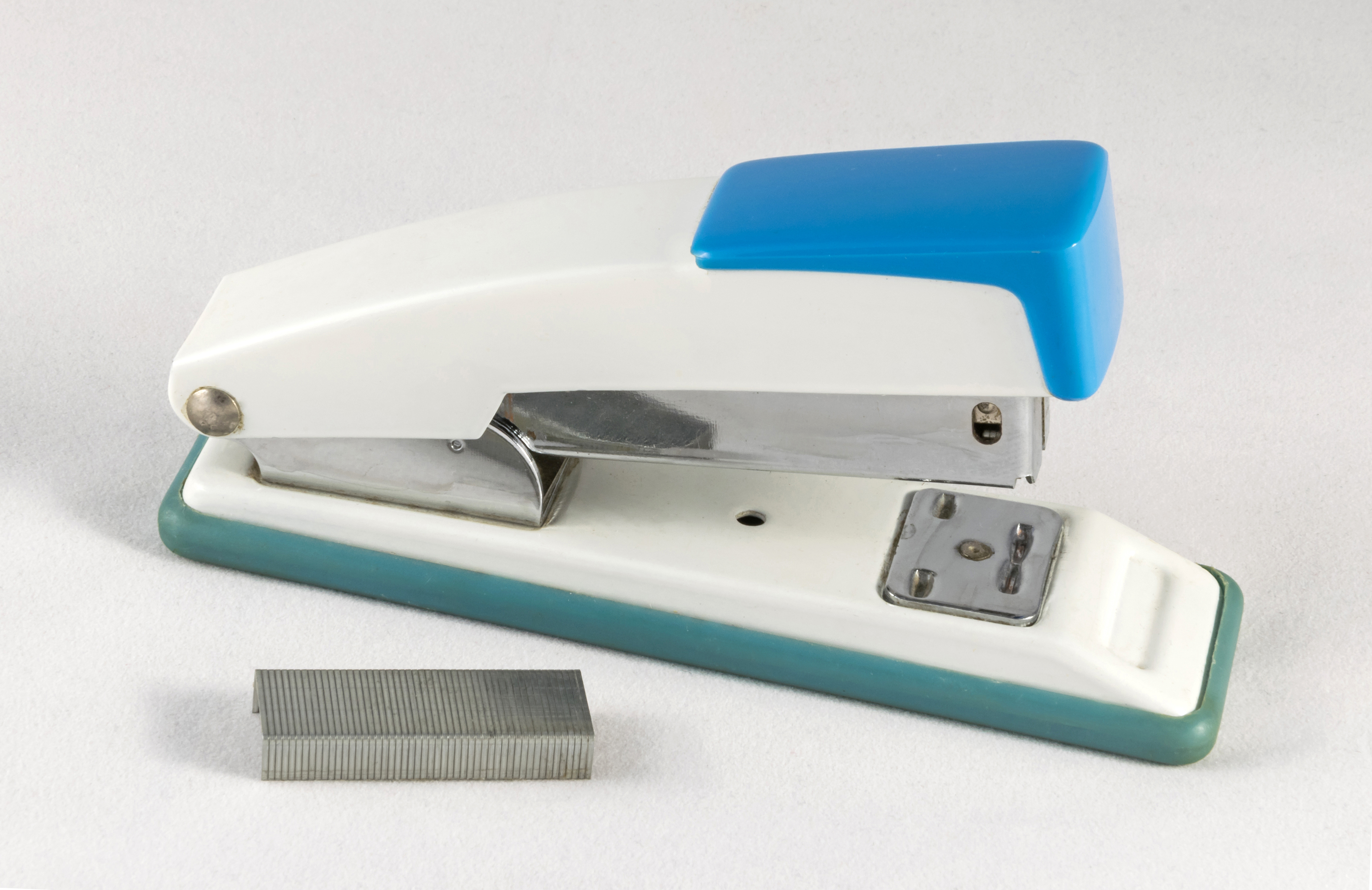
스테이플러와 스테이플

스테이플러(stapler) 또는 지철기(紙綴器)는 가는 금속 부품(스테이플)을 이용해 종이나 이와 유사한 재료를 고정시킬 수 있게 해주는 장치다. 스테이플러는 사무, 교육 등 다양한 분야에서 쓰인다.

## 역사
최초로 만들어진 스테이플러는 18세기 프랑스에서 만들어졌다. 이는 루이 15세를 위한 것이었는데, 각 스테이플에는 프랑스 왕실의 문양이 새겨져 있었다. 19세기 들어 종이 사용이 크게 늘어나자 종이를 고정하기 위한 도구가 필요해지면서, 1866년 최초로 Patent Novelty Mfg Co.에서 "Novelty Paper Fastener"이란 제품명으로 특허를 취득해 팔기 시작했다. 이 제품은 현재의 것과 거의 같지만, 한 번에 스테이플 하나만 장착할 수 있었다.
1866년, 존 발버(Joan Barbour)는 지금과 유사한 스테이플을 발명해 특허를 냈고, 그 다음 해에는 스테이플러의 초기 모델을 발명했다. 그는 1876년 필라델피아에서 열린 만국 박람회에 이를 출품했다. 1868년에는 영국에서도 비슷한 모델이 발명됐다. 1879년에 굴드(C. H. Gould)는 McGill Single-Stroke Staple Press에 대한 특허를 받았다. 이 기기는 2.5파운드 무게에 0.5인치 길이의 스테이플을 사용했고, 여러 장의 종이를 고정할 수 있었다.

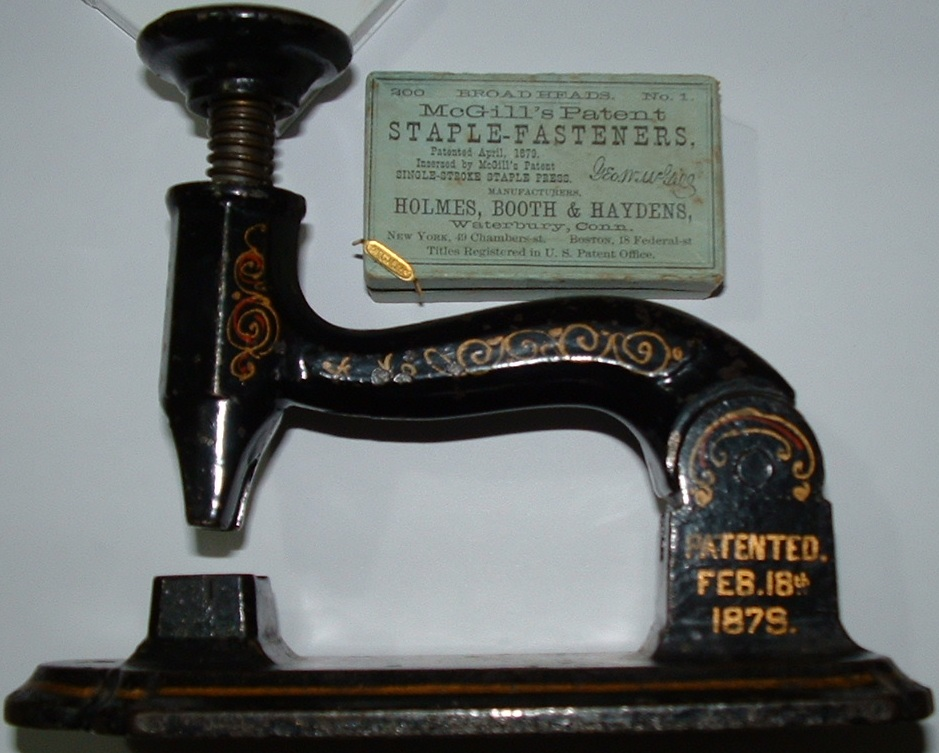
McGill사에서 제작한 스테이플러

20세기 초반 들어서, 스테이플이 없이도 종이를 고정할 수 있는 다양한 장치가 등장했다. 대표적으로, 'Clipless Stand Machine'은 1909년부터 1920년대까지 팔렸다. 이 장치는 구멍을 내어 그 속에 종이 끝 부분을 집어넣는 방식이었다. 'Bump's New Model Paper Fastner'도 유사한 방식을 사용했다.

## 명칭
일본에서는 스테이플러를 '호치키스(ホッチキス)'라고 부르기도 하는데, 이는 일본에서 처음 수입한 스테이플러가 E.H.Hotchkiss 사에서 제작한 것이기 때문이다. 일본의 영향으로 대한민국에서도 스테이플러를 호치키스로 부르기도 한다.

## 용도

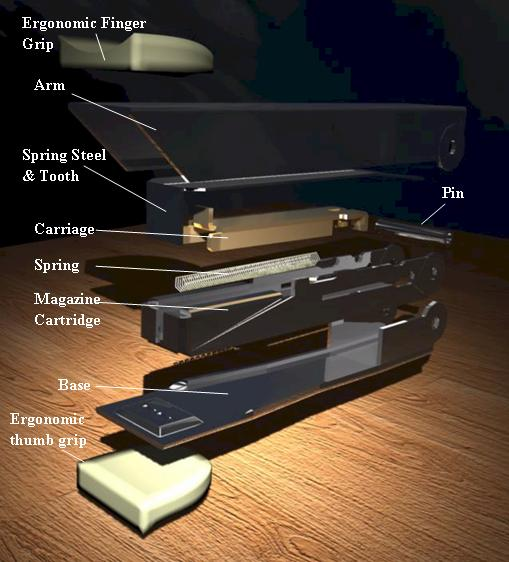
내부도

### 영구고정
여러 개의 끝부분을 안쪽으로 구부려 고정하는 방식이다. 현존하는 대부분의 스테이플러는 스테이플이 잘 구부러지도록 아래쪽에 받침을 만들어 놓았다. 또한, 받침의 모양에 따라 영구고정 또는 고정을 할 수 있도록 조절할 수 있다.

### 고정
임시적으로 재료를 고정하기 위해 사용하는 방식이다. 이때 스테이플러는 영구고정과 달리 스테이플이 바깥쪽으로 구부러진다. 이 방식은 영구고정보다는 허술하지만, 스테이플을 제거하기는 쉽다.

### 삽입
게시판이나 벽 등에 재료를 고정하기 위해 사용하는 방식이다. 이때 스테이플은 구부러지지 않고 핀처럼 수직으로 박힌다.

### 수술용
외과의들은 수술 부위를 봉합할 때나 문합술을 행할 때 수술용 스테이플러를 사용한다. 수술용 스테이플러는 일반 스테이플러와는 달리, 받침대가 없다. 수술용 스테이플은 'M'자 형태로 미리 제작되어 있는데, 이것을 피부에 대고 스테이플러의 손잡이에 압력을 가하면 스테이플의 두 끝 부분이 거의 만나 직사각형을 이루게 된다.

## 같이 보기
- 제침기
- 스테이플건